# ジャネット八田
ジャネット 八田（ジャネット はった、1953年〈昭和28年〉7月21日 - ）は、日本の元ファッションモデル、元女優。本名（日本名）、田淵 有加。京都府京都市生まれ。
身長167cm。B89cm、W63cm、H92cm（1975年12月）。
旧姓ジャネット八田。旧姓及び旧芸名は八田 有加（はった ゆか）。夫は元プロ野球選手の田淵幸一。実の息子はフジテレビアナウンサーの田淵裕章。

## 略歴
1980年刊行の『日本映画俳優全集・女優編』（キネマ旬報社）358–359頁に書かれた生い立ちと、『東京タイムズ』1975年1月27日付の本人インタビューでは、生い立ちの内容が大きく異なっている。
- 『日本映画俳優全集・女優編』では、貿易商をしていたポーランド系アメリカ人の父と[1]、日本人の母の間にひとり娘としてアメリカ・バージニア州で生まれる[3]。3歳の時に日本へ戻る。1971年に高校を卒業後、日本航空のグランドホステスとして勤務を始めるが、勤務3か月後に資生堂の専属モデルとしてスカウトされ、ジャネット八田の芸名でモデルデビュー、と書かれている[3]。
- 『東京タイムズ』1975年1月27日付の本人インタビューは、父はポーランド人、母は日本人で[1]、京都市で生まれる[1]。海外居住歴はなく[1]、京都で育ち[1]、京都聖母学院中学校～高等学校を卒業後[1]、1972年の秋に上京し[1]、青山通りをショッピングしていたところをスカウトされ[1]、ファッションモデルとなる[1]。TBS『ミッドナイト・リサイタル』の司会に抜擢され[1]、続いて『11PM』カバーガール[1]、NETの『破れ傘刀舟 悪人狩り』で連続テレビドラマに初レギュラー出演し、顔と名前が売れた、と書かれている[1]。
- 『11PM』では、ジャネット八田がゲストの各界著名人にキスをしてどんな反応をするか、というコーナーがあった。その類稀なる優雅で美麗な容貌から一躍売れっ子となる。その後は芸能界でテレビの時代劇や映画などに出演。一時期、芸名を本名（日本名）の八田有加に改めたこともある。
- 1981年に当時西武ライオンズの選手だった田淵幸一と結婚し、芸能界から引退。その後サクラカラー（現コニカミノルタ）、ゼリア新薬工業のCMに夫婦で出演した。

## 出演

### 映画
- しあわせの一番星（1974年、松竹）
- あさき夢みし（1974年、ATG） - 四条
- 櫛の火（1975年、東宝） - 征子
- 強盗放火殺人囚（1975年、東映） - 小川幸代
- 撃たれる前に撃て!（1976年、松竹）
- 爆発! 750cc族（1976年、東映）
- ドーベルマン刑事（1977年、東映） - 春風美樹
- 人間の証明（1977年、東映） - 三島雪子

### テレビドラマ
- 特別機動捜査隊 第635話「初笑い とら、とら、とら捕物帳」（1974年、NET） - 女ねずみ小僧
- 特捜記者 第3話「密航者は誰だ」（1974年、KTV）
- 荒野の素浪人 第2シリーズ 第14話「白狼の牙」（1974年、NET） - 小鳥
- 花は花よめ 第3シリーズ（1974年、NTV） - 金魚（芸者）
- 破れ傘刀舟 悪人狩り（1974年 - 1976年、NET） - むっつりお竜
- 銀河テレビ小説（NHK総合）
  - 家庭戦争（1975年）
  - 青春戯画集（1981年） - 浅井せい
- 非情のライセンス 第2シリーズ 第52話「兇悪の再会」（1975年、NET） - 伸子
- 子連れ狼 第3部 第1話「狼止メ衆は不死にて候」（1976年、NTV） - 柳生鞘香
- お耳役秘帳 第21話「悪女・風の中」（1976年、KTV） - おりん
- 愛と死の夜間飛行（1977年、NET）
- 江戸を斬るIII（1977年、TBS） - お京
- 新・河原町東入ル（KTV）
  - 第7話「手のひらに紅のあと」（1977年）
  - 第8話「くちびるに紅のあと」（1977年）
- Gメン'75（TBS）
  - 第106話「女刑事殺人第一課」（1977年） - メアリー
  - 第165話「ジープに乗った悪魔」（1978年） - アキコ
- 特捜最前線（ANB）
  - 第12話「地獄に墜ちる愛」（1977年） - 水村可奈子(沢田ルミ)
  - 第99話「悲劇のシンデレラ・復讐0秒前!」（1979年） - キャシー・ハワード
  - 第199話「悪魔のような女!」（1981年）
- 志都という女（1977年、KTV） - 綾子
- 破れ奉行 第32話「さすらいの異人花」（1977年、テレビ朝日） - 理沙
- 桃太郎侍 第68話「浮かれ女も恋をする」（1978年、NTV） - およう
- 達磨大助事件帳 第22話「御金蔵破りの謎」（1978年、ANB） - お紺
- 早筆右三郎（1978年、NHK総合） - おきぬ
- 若さま侍捕物帳（1978年、ANB） - お紺
- 大空港 第7話「暗号名 ジャッカルを追え!」（1978年） - ジャネット・岡
- 土曜ワイド劇場 / 新春推理シリーズ2 猫が運んだ新聞（1979年、ANB）
- 土曜ワイド劇場 / 0計画を阻止せよ（1979年、ABC）
- ザ・スーパーガール（1979年、12ch） - 江本律子
- 吉宗評判記 暴れん坊将軍 第98話「狼の里から来た娘」（1980年、ANB） - ユリ
- 長七郎天下ご免! 第29話「紫頭巾の女」（1980年、ANB） - お絹
- 大激闘マッドポリス'80 第5話「シンジケートの女」（1980年、NTV） - ケイ・三好
- 鬼平犯科帳 萬屋錦之介版 第1シリーズ 第24話「おみね徳次郎」（1980年、テレビ朝日 / 東宝） - おみね
- 加山雄三のブラック・ジャック 第10話「灰色の館」（1981年、ANB）

### その他
- クイズ日本人の質問（NHK総合）
- 土曜スペシャル / にっぽん列島を走れ小さな鉄道の旅（2009年2月14日、TX）※旧芸名「八田有加」で出演
- 徹子の部屋（2017年5月31日、テレビ朝日）※旧芸名「八田有加」で夫婦そろって出演

### CM
- ヘイグウィスキー[2]
- トレフル（ワコール）
- ママローヤル（ライオン）※田淵夫人「八田有加」で出演
- サクラカラー（小西六） ※夫婦で出演
- ビタヘルサンB（ゼリア新薬工業）※夫婦で出演